# Lista de picos ultraproeminentes da Argentina

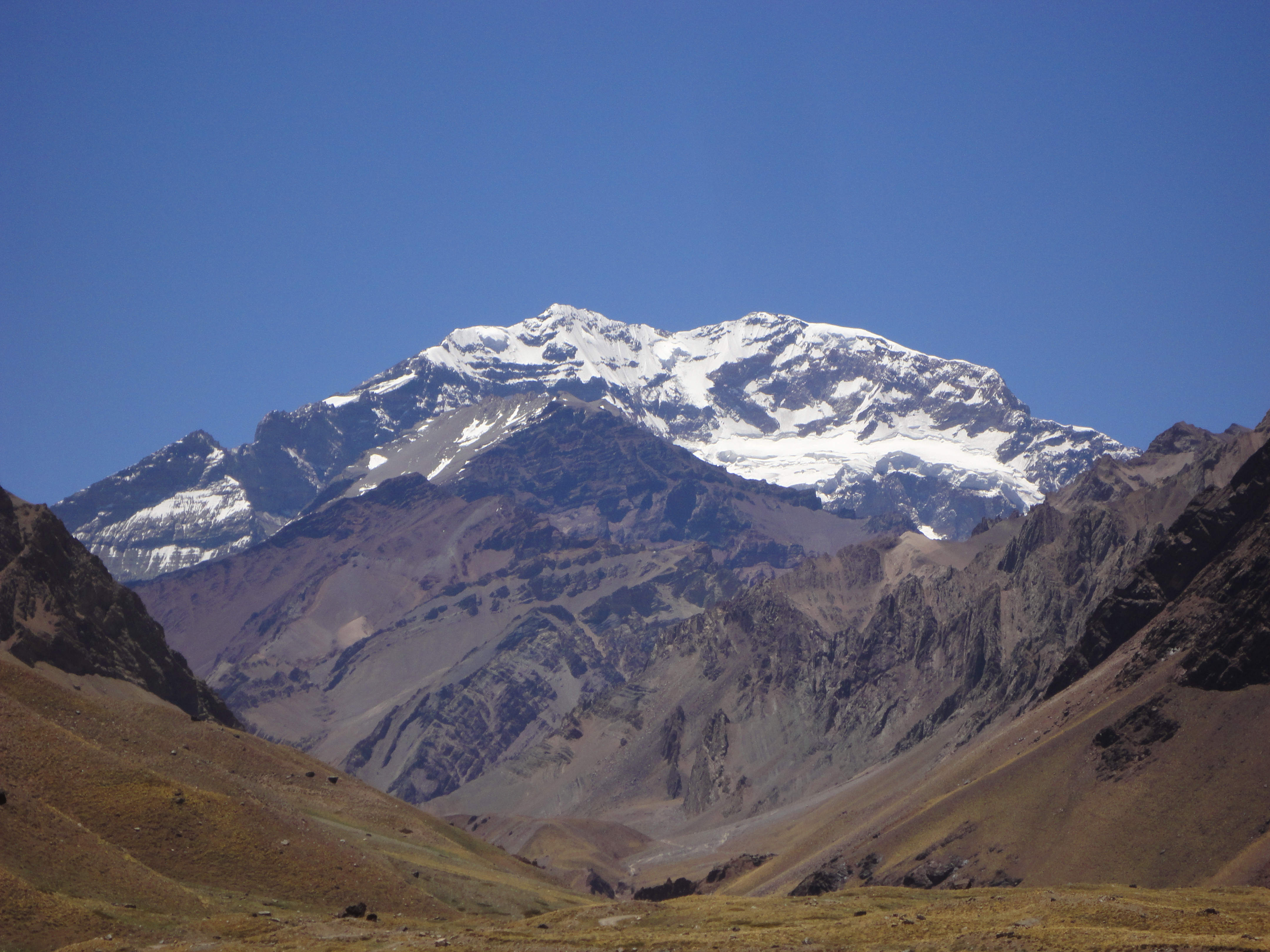
Aconcágua. Maior montanha da América do Sul.

Essa é uma lista de picos ultraproeminentes da Argentina por altitude acima do nível do mar. A maior montanha da América do Sul se encontra na Argentina, o Aconcágua.
- Aconcágua (Mendoza) 6.962 m
- Olhos do Salado (Catamarca) 6.893 m
- Monte Pisis (La Rioja) 6.795 m
- Cerro Bonete (La Rioja) 6.759 m
- Tres Cruces Sur 6.748 m
- Llullaillaco (Salta) 6.723 m
- Mercedário (San Juan) 6.720 m
- Cazadero 6.658 m
- Incahuasi (Catamarca) 6.621 m
- Tupungato (Mendoza) 6.570 m
- El Muerto 6.488 m
- Antofalla (Salta) 6.440 m
- Cerro Nacimiento 6.436 m
- Cerro Veladero 6.436 m
- Cerro El Cóndor (também Vulcão Sarmiento) 6.414 m
- Cerro Ramada 6.384 m
- Cachi ( Nevado de Cachi ) 6.380 m
- Recluso 6.335 m
- Majadita 6.280 m
- Três Quebradas (também Los Patos ) 6.239 m
- Cerro La Mesa 6.230 m
- Cerro Olivares 6.216 m
- Cerro Solo 6.205 m
- Cerro Quemado 6.184 m
- Cerro Vallecitos 6.168 m
- Cerro El Toro (San Juan) 6.168 m
- Cerro Tortolas 6.160 m
- Cerro Alto San Juan 6.148 m
- Queva 6.140 m
- Medusa 6.130 m
- Colangüil 6.122 m
- Cerro Medusa 6.120 m
- Marmolejo 6.108 m
- Nevado de Famatina (também Cerro Belgrano ) 6.097 m
- Arácar 6.095m
- Colorados 6.080 m
- Cerro Baboso (também Veladero NE ) aprox. 6.070 m
- Nevado El Plomo 6.070 m
- Cerro Negro Pavilhão 6.070 m
- Cerro El Fraile 6.061 m
- Socompa 6.051 m
- Cerro Salin ( Salín ) 6.029 m
- Vulcão del Viento 6.028 m
- Cerro São Francisco 6.018 m
- Cerro Laguna Blanca 6.012 m
- Cerro Polleras 5.993m
- Cerro El Plata (Mendoza) 5.968 m
- Cerro Ameghino aprox. 5.940 m
- Cerro Chañi (Jujuy) aprox. 5.930 m
- Galán (Catamarca) 5.920 m